# Portrait de Dédie
Portrait de Dédie est un tableau peint par Amedeo Modigliani en 1918. Cette huile sur toile est un portrait d'Odette Hayden. Elle est conservée au musée national d'Art moderne, à Paris.